# Centrosema arenarium
Centrosema arenarium är en ärtväxtart som beskrevs av George Bentham. Centrosema arenarium ingår i släktet Centrosema och familjen ärtväxter. IUCN kategoriserar arten globalt som livskraftig. Inga underarter finns listade i Catalogue of Life.